# Mikan (chanson)
Pour les articles homonymes, voir Mikan.
Singles de Morning Musume
Onna ni Sachi Are
(25 juillet 2007) Resonant Blue
(16 avril 2008)
Mikan (みかん, « Mandarine ») est le 35e single du groupe de J-pop Morning Musume.

## Présentation
Le single sort le 21 novembre 2007 au Japon sur le label zetima. Il est écrit, composé et produit par Tsunku. Il atteint la 6e place du classement des ventes de l'Oricon ; ce n'est alors que le deuxième single du groupe à ne pas se classer dans le top 5, après son tout premier single sorti dix ans auparavant, Morning Coffee. Il reste classé pendant cinq semaines, pour un total de 38 667 exemplaires vendus durant cette période ; c'est alors la plus faible vente d'un single du groupe, et le restera pendant plus de quatre ans, jusqu'à la sortie du single Pyoco Pyoco Ultra en 2012.
Le single sort également dans deux éditions limitées notées "A" et "B", avec des pochettes différentes : l'édition "A" contient en supplément un DVD avec une version alternative du clip vidéo de la chanson, alors que l'édition "B" contient un livret de 40 pages. Contrairement aux autres singles du groupe, il ne sort pas aussi au format "single V" (DVD contenant le clip vidéo).
La chanson-titre figurera sur le neuvième album du groupe, Platinum 9 Disc de 2009. Elle sera reprise en 2011 par Dream Morning Musume sur l'album Dreams 1.

## Formation
Membres du groupe créditées sur le single :
- 5e génération : Ai Takahashi, Risa Niigaki
- 6e génération : Eri Kamei, Sayumi Michishige, Reina Tanaka
- 7e génération : Koharu Kusumi
- 8e génération : Aika Mitsui, Jun Jun, Lin Lin

## Titres
Single CD
1. Mikan (みかん?) – 4:27
2. Bon Kyu! Bon Kyu! Bomb Girl (ボン キュッ！ボン キュッ！BOMB　GIRL?) – 3:16
3. Mikan (Instrumental) (みかん...?) – 4:25

DVD de l'édition limitée "A"
1. Mikan (Close-up Ver.) (みかん...?)